# Mohamed Sissoko
Mohamed Lamine Sissoko Gillan (22 de gener de 1985 a Mont-Saint-Aignan, França) és un futbolista franco-malià que juga de centrecampista defensiu. Actualment és jugador del Shanghai Shenhua xinès.
Tot i que va néixer a França, Sissoko escollí jugar amb la selecció de Mali. Ha jugat a importants clubs de les grans lligues europees, a l'AJ Auxerre a França, al València CF a Espanya, al Liverpool FC a Anglaterra i a la Juventus FC a Itàlia.

## Palmarès
València
- 2003–04 Lliga espanyola
- 2003–04 Copa de la UEFA
- 2004 Supercopa d'Europa de futbol

 Liverpool
- 2005 Supercopa d'Europa de futbol
- 2005–06 FA Cup
- 2006 FA Community Shield